# 154-я стрелковая дивизия (1-го формирования)
154-я стрелковая дивизия (1-го формирования) — стрелковое соединение РККА Вооружённых Сил СССР, принимавшее участие в Великой Отечественной войне.

## История
Дивизия стрелков была сформирована 20 июня 1940 года в Приволжском военном округе в городе Ульяновск, в здании школы № 2. Была укомплектована, в основном, жителями Поволжья — русскими, татарами, башкирами, марийцами, мордвинами, чувашами. Возглавил дивизию полковник Я. С. Фоканов, а начальником артиллерии был назначен И. И. Тимотиевич.
14.06.41 в порядке поверочной мобилизации части дивизии полностью развернулись и 15.6.41 погрузившись в эшелоны были переброшены к станции Конотоп, как участники Железно-дорожных военно-мобилизационных маневров. К исходу 19.06.41 г. вся дивизия сосредоточилась в Баратинском лагере, развернув боевую учебу. В дивизию прибывает начальник штаба дивизии подполковник Агевнин Михаил Константинович.
На 22.06.1941 г. дивизия входит в состав 66-го стрелкового корпуса 21 А РГК. Дивизия находилась в стадии переброски из Приволжского ВО.
22.06.41 г. согласно приказу Командующего 21-й армией форсированным маршем дивизия выходит в р-н города Гомель, где подготавливает оборонительную полосу по восточному берегу реки Сож. 8.7.41 года дивизия в составе 63 ск находится в р-не города Речица, где производит оборонительные работы по восточному берегу Днепр.
12.07.41 года дивизия форсированным маршем выходит в район города Жлобин.
13.07.41 начинает форсировать Днепр в полосе Лебедевка, Жлобин. В бой с ними вступили две подошедшие пехотные дивизии 53-го немецкого армейского корпуса (52, 267 и 255 пд).
В августе дивизия попала в окружение в районе Жлобина. 17 — 18.08.1941 г. после короткого, но мощного артиллерийского налета дивизия начала прорыв из окружения. Атака застала противника врасплох, и части дивизии, легко прорвав кольцо вражеского окружения, быстро двинулись вперед. В населенном пункте Губич был разгромлен штаб 134-й пехотной дивизии противника и захвачены в шести портфелях её боевые документы. Всего вышли из окружения отдельные подразделения 510 сп — 236 человек, 473 сп — 100 человек, 571 лап — 203 человека и других частей всего по предварительному подсчёту 634 человека и до 70 человек раненых. Артиллерия: 571 лап — 3 орудия, 3 орудия ОПТД, три трактора, 176 лошадей. В дальнейшем части прорвавшиеся из Жлобина обороняли Гомель. 19.08.41 Гомель пал.
В конце августа 1941 года 154-я стрелковая дивизия была выведена на восстановление в район 12 — 15 км западнее города Брянска. На 1 сентября дивизия насчитывала 3 071 чел., два 45 мм ор., 36 пулемётов. После доукомплектования дивизии была поставлена задача занять, оборону фронтом на восток, и по западному берегу реки Десна прикрыть город Брянск, и тылы 50-й Армии.
Из-за начавшегося 30.09.41 г. наступления 2 Тгр к 06.10.41 части Брянского фронта оказались глубоко обойдены и рассечены на части. Командующий Брянским фронтом генерал Еременко приказал частям фронта «перевернуть» фронт и прорываться на восток. Подразделения 437-го полка дивизии должны были обеспечить отход своей 50-й армии.
13.10.41 г. части дивизии защищала переправу через реку Рессету в районе Гутовского лесозавода Начальником ее был назначен начальник оперативного отделения 154-й стрелковой дивизии майор Б. Г. Вайнтрауб. Со второй половины 14.10.41 г. немцы почти непрерывно бомбили район переправы. Одна из бомб попала в мост, сорвала настил и разметала автобусы, служившие опорами моста. Переправа перестала существовать.
К утру 19.10.41 г. 154-я стрелковая дивизия сосредоточилась в лесу у дер. Нагой, что в 25 км северо-западнее Болхова, а 23.10.41 г. подошла к р. Оке. Из окружения вышло 1 930 человек с четырьмя орудиями и 16 пулеметами. После переправы части армии, встречая упорное сопротивление на путях движения на юго-восток, повернули на северо-восток и двинулись в направлении Белёв. В Белёве штабом фронта был организован боевой участок под командованием полковника Аргунова, располагавший силами около одной стрелковой дивизией. Сюда к Белёву выходили уцелевшие части 50-й армии.
На 23.10.41 г. дивизия в составе двух стрелковых полков с артиллерией в составе 1 400 человек обороняется южнее Белёв. Сведений о боевом составе нет. Командир дивизии следовал со штабом армии, отдельно от дивизии. Его местонахождение неизвестно.
С 30.10.41 г. по приказу командующего 50-й Армии генерала Болдина, дивизия в течение 1,5 месяцев обороняет Тулу.
В ноябре 1941 года на московском направлении стрелки батальона Р. Габараева 437-го стрелкового полка 154-й стрелковой дивизии впервые применили в боях против немецко-фашистских захватчиков ПТРС.
На 07.11.41 г. личный состав 2 300 человек, лошадей 800, 122-мм орудий − 2, винтовок 850.
18.12.41 г. чтобы преследовать врага в высоком темпе и освободить город Калугу, создается подвижнуя группа, которую возглавил заместитель 50-й армии генерал-майор Попов. В состав группы вошли 154-я стрелковая дивизия. За трое суток подвижная группа прошла около 90 километров и вышла на подступы Калуги. К сожалению, противник упорно сопротивлялся перед фронтом 49-й армии, и она выйти к городу не успела. Поэтому рано утром 21.12.41 г. подвижная группа генерала Попова одна пошла на штурм Калуги. Она атаковала город с трех направлений. Первыми в Калугу ворвались части 31-й кавалерийской дивизии. Потом с юго-восточной стороны через Оку переправились 473-й стрелковый полк 154-й стрелковой дивизии и подразделения 112-й танковой дивизии. Вскоре подвижная группа оказалась в окружении вражеских армий но 25.10.41 г. основные силы 50-й армии подошли к Калуге и разбили кольцо окружения, в котором находилась подвижная группа. В ночь на 30 декабря после мощного огневого налета войска армии перешли в решительное наступление и к 11 часам полностью овладели городом.
С 01.01.42 г. дивизия с боями продвигается по направлению к городу Юхнов. В апреле 1942 года дивизия выводится из боёв Юхнова и направляется в доукомплектование первоначально в город Малоярославец, а затем в Тесницкие лагеря под город Тулу. Здесь дивизия вошла в состав формируемой 3ТА генерал-лейтенанта Романенко.
На 24.06.41 г. дивизия насчитывала 12796 человек личного состава, 116 автомашин, 12 122-мм гаубиц, 32 76-мм и 30 45-мм орудий, 18 120-мм , 76 82-мм и 76 50-мм минометов.
19.08.42 г. дивизия сосредоточилась в районе сосредоточения 3-й танковой армии южнее Козельска, где вела тяжелые бои с противником.
04.09.42 г. дивизия получила приказ выйти в резерв 3ТА. Сдав свои позиции 1гвмсд дивизия была отведена на отдых. Потери в ходе операции составили 5111 человек, из которых 952 было убито.
В сентябре 42 г. дивизия выходит из состава 3-й ТА и входит в состав создающейся 5-й ТА.
20.10.42 г. дивизия в составе 5-й танковой армии перебрасывается по железной дороге с Брянского на Юго-Западный фронт, в район Сталинграда, выгружается на станцию Панфилово и Филоново.
За проявленное мужество, за героизм личного состава в боях с немецко-фашистскими захватчиками в районе города Козельска 154 стрелковая дивизия 23.10.42 г. преобразовывается в 47-ю гвардейскую стрелковую дивизию.

## Состав
- управление
- 437-й стрелковый полк
- 473-й стрелковый полк
- 510-й стрелковый полк
- 571-й артиллерийский полк (с 12.05.1941 г.)
- 580-й гаубичный артиллерийский полк (до 29.08.1941 г.)
- 143-й отдельный истребительный противотанковый дивизион
- 278-я зенитная артиллерийская батарея (464 отдельный зенитный артиллерийский дивизион)
- 239-я разведывательная рота
- 212-й сапёрный батальон
- 292-й отдельная рота связи (до 22.8.42 г. — 292 отдельный батальон связи)
- 183-й медсанбат
- 173-я (154-я) отдельная рота химзащиты
- 182-й автотранспортный батальон
- 350-й полевая хлебопекарня (154 полевой автохлебозавод)
- 122-й дивизионный ветеринарный лазарет
- 154-я дивизионная артиллерийская мастерская
- 670-я полевая почтовая станция
- 539-й полевая касса Госбанка

## В составе
| На дату    | Фронт (округ)     | Армия              | Корпус                 | Группа           |   |
| ---------- | ----------------- | ------------------ | ---------------------- | ---------------- | - |
| 22.06.1941 | Резерв Ставки ВГК | 21-я армия         | 66-й стрелковый корпус | -                |   |
| 01.07.1941 | Резерв Ставки ВГК | 21-я армия         | 66-й стрелковый корпус | -                |   |
| 01.08.1941 | Центральный фронт | 21-я армия         | 63-й стрелковый корпус | -                | - |
| 01.09.1941 | Брянский фронт    | -                  | -                      | -                |   |
| 01.11.1941 | Брянский фронт    | 50-я армия         | -                      | -                |   |
| 18.12.1941 | Западный фронт    | 50-я армия         | -                      | Подвижная группа |   |
| 01.01.1942 | Западный фронт    | 50-я армия         | -                      | -                |   |
| 01.04.1942 | Западный фронт    | 49-я армия         | -                      | -                |   |
| 01.05.1942 | Резерв Ставки ВГК | 58-я армия         | -                      | -                |   |
| 01.06.1942 | Резерв Ставки ВГК | 3-я танковая армия | -                      | -                |   |
| 01.09.1942 | Западный фронт    | 3-я танковая армия | -                      | -                |   |
| 01.10.1942 | Брянский фронт    | 3-я танковая армия | -                      | -                |   |

## Командиры
- Фоканов Яков Степанович (16.07.1940 — 10.10.1942), комбриг, с 31.07.1941 генерал-майор
- Осташенко Фёдор Афанасьевич (11.10.1942-20.10.1942), полковник

## Отличившиеся воины дивизии
| Награда | Ф. И. О.                  | Должность                                               | Звание  | Дата награждения | Примечания |
| ------- | ------------------------- | ------------------------------------------------------- | ------- | ---------------- | --- |
|         | Баталов, Фёдор Алексеевич | командир стрелкового батальона 437-го стрелкового полка | Капитан | 09.08.1941       | Батальон 437-го стр. полка под команд, капитана Баталова 14—18.07.1941 во время боёв в р-не гг. Жлобин и Рогачёв (Гомельская обл.) сломил упорное сопротивление пр-ка, занял депо ст. Жлобин и ряд нас. пунктов. |

## Память
- На здании Гимназии № 1 Ульяновска, где формировалась дивизия, установлена мемориальная доска.
- В 2015 году именем дивизии названа улица в Засвияжском районе Ульяновска[2].
- В сентябре 2024 года на здании вокзала ж/д станции Ульяновск I установили памятную доску в честь 154-й стрелковой дивизии[3].